# Мартинс де Оливейра, Олаво
Олаво Мартинс де Оливейра (порт.-браз. Olavo Martins de Oliveira; 9 ноября 1927, Сантус — 12 марта 2004, Сантус) — бразильский футболист, левый защитник.

## Карьера
Олаво начал карьеру в клубе «Кунья Морейра», затем играл за клубы «XV ноября (Пирасикаба)» и «Сенадор Фейжо». В 1951 году он стал игроком клуба «Португеза Сантиста», куда по первой версии он перешёл в 1951 году. За «Сантисту» Олаво играл 2 сезона.
В 1952 году он перешёл в «Коринтианс» для участия в Кубке Рио. С «Коринтиансом» он выиграл два чемпионата штата Сан-Паулу и два турнира Рио-Сан-Паулу. В 1958 году, после ухода из клуба Клаудио, Олаво стал капитаном команды. Всего за клуб он сыграл 514 или 507 матчей и забил 17 голов.
В 1961 году Олаво покинул Коринтианс и стал игроком «Сантоса». В составе этого клуба он выиграл три чемпионата штата Сан-Паулу, три турнира Рио-Сан-Паулу, три Кубка Бразилии, два Кубка Либертадорес и два Межконтинентальных кубка. Всего за клуб он провёл 5 лет, сыграв в 100 матчах.

## Международная карьера
Олаво дебютировал в сборной Бразилии 17 ноября 1955 года в игре Кубка Освалдо Круза против Парагвая; встреча завершилась вничью 3:3, но в первом матче бразильцы выиграли 3:0, а потому трофей достался им. Долгое время Олаво не вызывался в состав национальной команды, лишь в 1956 году он поехал со сборной на чемпионат Южной Америки, однако на поле не выходил. Через год он поехал на своё второе южноамериканское первенство. Там футболист дебютировал 28 марта, заменив по ходу встречи с Уругваем Нилтона Сантоса, а затем провёл ещё две оставшиеся игры чемпионата. Матч 3 апреля 1957 года против Аргентины, завершившийся поражением 0:3, стал последним матчем Олаво в футболке национальной команды.

## Достижения
- Чемпион штата Сан-Паулу: 1952, 1954, 1962, 1964, 1965
- Победитель турнира Рио-Сан-Паулу: 1953, 1954, 1963, 1964, 1966
- Обладатель Кубка Освалдо Круза: 1955
- Обладатель Кубка Бразилии: 1963, 1964, 1966
- Победитель Кубка Либертадорес: 1962, 1963
- Обладатель Межконтинентального кубка: 1962, 1963